# Halina Garwolińska
Halina Jadwiga Garwolińska (zm. 5 listopada 2015) – polska reumatolog, doktor habilitowana nauk medycznych w zakresie medycyny, specjalność: medycyna.

## Życiorys
W 1993 r. habilitowała się na podstawie pracy zatytułowanej Występowanie przeciwciał dla Yersinia enterocolitica u chorych na przewlekłe choroby reumatyczne i rola tego zakażenia w indukcji i modyfikacji choroby. Pracowała na stanowisku docenta w Narodowym Instytucie Geriatrii, Reumatologii i Rehabilitacji im. prof. dr hab. med. Eleonory Reicher.